# Сиверст (Псковская область)
Сиверст — деревня в Великолукском районе Псковской области России. Входит в состав Лычёвской волости.

## География
Расположена на юге волости, на северном побережье озера Сиверст, в 51 км к югу от райцентра Великие Луки и в 11 км к юго-востоку от бывшего волостного центра Успенское.

## Население
| 2001 | 2002 | 2010 |
| ---- | ---- | ---- |
| 91   | ↘67  | ↘56  |

Численность населения деревни по состоянию на начало 2001 года составила 91 житель.

## История
С января 1995 до декабря 2005 года деревня входила в состав бывшей Федорковской волости, с января 2006 до декабря 2014 года деревня входила в состав ныне упразднённой Успенской волости.